# ラリー・シモン
ラリー・シモン（Larry Semon, 1889年7月16日 - 1928年10月8日）は、アメリカ合衆国で無声映画期に活躍したコメディアン、プロデューサー、監督、脚本家である。
まだ短編映画が興行の多くを占めていた1919年から1922年にかけては、映画史上の三大喜劇王と称されるチャップリン・キートン・ロイドの人気を凌ぐ勢いであった。しかし、現在その絶頂期の作品の大半が失われたとされる。
なお、大正期の日本では「ラリイ」「シーモン」と表記されることがあった。また、フランスでは「ジゴト」、イタリアでは「リドリーニ」、スペインでは「ジャイミート」「ロマシン」「トマシン」と呼ばれていた。

## 人物・来歴
1889年7月16日（6日の説もある）に、アメリカはミシシッピ州東部のウェストポイントにて、父ゼルベイブル・シモンと母アイリーン・E・レアの息子として生を受ける。三人兄弟の末っ子（兄は二歳で死去）で、本名はローレンス・シモン。父は芸名ゼラ・ザ・グレート（1847～1901）として活躍するオランダ系移民の魔術師（イリュージョニスト）、母は操り人形師であり、ローレンスは巡業先で誕生したとされる。
1901年、死の床にあった父の希望により少年ローレンスは画家を志すが、父親譲りのショーマンシップから、青年期にはニューヨークで発刊されている新聞ザ・サンの漫画家となっていた。
1916年、同じニューヨークを拠点とする映画会社ヴァイタグラフにて、喜劇役者ヒューイ・マックの専任脚本家に転身するが、翌年に人気失墜で同社を去るヒューイの後釜として監督と主演も委ねられた。この映画界入りから暫くの間は、本名のローレンスを名乗っていた。
1919年、マック・セネットを頂点とする世界的なスラップスティック喜劇のブームに乗じて、アメリカ映画界で各社が競ってコメディを量産する中、ローレンスはラリーという芸名に改め、傑出したギャグで他者を圧倒、人気スターの仲間入りを果たす。
その作風は、当時の超大作でも二の足を踏む大規模な破壊の描写（機関車や建物を粉々に爆破する）、スタントマンを起用した多彩なアクション（飛行機から飛行機へと大空で飛び移る、爆発で倒壊する建物から安全な場所へ空中ブランコの要領で避難する等）、そしてここ一番の見せ場をスローモーションにてダイナミックに描写する、といった斬新なものであった。当然ながら、スタントマン起用がバレる程度のチープな演出ではなく、ギャグの展開に伏線を張るなど細部にも拘り、1922年に製作の『The Sawmill（樵）』では興行収入と人気に於いてハリウッド屈指のトップ・スターとして数えられるに到った。
同年は映画界が文芸路線、長編化へと向かいつつある過渡期で、ラリーも大作を発表するべく独立、自らの製作会社チャドウィックを設立し、『オズの魔法使い』をコメディへ翻案した『笑國萬歳』を製作する。しかし、興行は大敗を喫し、多額の負債を背負う羽目となった。敗因は、長編映画としてのストーリー性の欠如（構成不備）、演出に力量が伴わず（叙情性の欠落）、短編喜劇で見せたギャグのルーティン（予想しうる展開の再利用）にあった。何よりも、道化に特化した寸劇風の展開が、長編ドラマには不向きと酷評されてしまう。以降は、ドラマ製作の実績が豊富なフレッド・ニューメイヤー監督をハロルド・ロイドのプロダクションより高額で引き抜く等、ラリー自らは監督業から身を引いて役者に専念する。
1925年、長編製作の予算超過、発表する新作の興行不振（スラップスティック喜劇の道化師から演技派コメディアンへの不慣れな転向による人気急落）で債務は膨らみ、自社チャドウィックは倒産、他社作品への出演やヴォードヴィルの客演などで糊口を凌ぐが、1928年3月に破産、神経衰弱に陥り、同年10月8日に肺炎を拗らせて帰らぬ人となった。遺骸は火葬され、家族により散骨された。

## 日本での人気
日本では、谷崎潤一郎や稲垣足穗などが熱愛しており、特に稲垣足穗は大正14年から15年にかけて五つの随筆、そして夭折したシモンへの追悼文を書いていた。
戦後は彼の作品の存在がまったく忘れられていた。僅かにマツダ映画社が所有する原題不明の古い再編集フィルム『爆進ラリー』が活弁上映されるのみで、作品的な評価とキャラクターの知名度は皆無に等しかった。
1987年9月13日に東京の喜劇映画研究会が短編数作品を特集上映、戦後初のノーカット版公開となった。この上映会に参加した山田宏一ら評論家、若き映像作家陣、のちに公共アーカイブ研究員や大学教授として名を馳せる学生等から、ラリー・シモンは改めて評価された。その時の評伝が今日における古典映画コメディの静かな流行へつながったとされる。
また、1993年3月14日に東京のイメージフォーラム開催『サイレント喜劇の絶頂期』にて、ラリー・シモン作品を初めて見た志村けんは相当に驚愕したという。
加えて、劇作家ケラリーノ・サンドロヴィッチの古典映画に関する数々のエッセイの中で、シモンの名前は頻繁に登場する。

## キャスティング・スタッフィングにまつわるエピソード
初期短編の共演者にはスタン・ローレル、モンティ・バンクスがいる。
1919年から1925年までの約40作品では、当時ベイブ・ハーディーという芸名で活動していたオリバー・ハーディが強面の敵役として参加している。このほかにも、1919年から1921年までの短編は、のちに名監督となるノーマン・タウログ、スティーブン・ロバーツ、『ベン・ハー』等の大プロデューサーとなるサム・ジンバリスト、スタントマン兼スターのリチャード・タルマッジ、同ハーベィ・パリー等が支えていた。
1927年公開のジョゼフ・フォン・スタンバーグ監督のギャング映画『暗黒街』では、場末のキャバレーにてコメディアン役を演じている。
1927年公開のエディ・カンター主演『飛脚カンター』では、脚本と助監督を担当。本作の監督は、デブ君ことロスコー・アーバックルがウィリアム・グッドリッチ名義で担当している。

## エピソード
- 2020年2月に東京在住の個人が入手した骨董フィルムより、現存しないとされていた幻のフィルム『弗箱シーモン』の断片が発見された[1]。その後、幻と謳われていた本作は、東京のマツダ映画社、京都のおもちゃ映画ミュージアムに以前から保管されていた事も判明する。但し、いずれもヴァージョン違いの断片である。
- ワーナー・ホーム・ビデオより販売中のジュディ・ガーランド主演1939年版『オズの魔法使』ブルーレイの映像特典には、ラリーの『笑國萬歳』が収録されている。

## おもなフィルモグラフィ
- 跳上競争（1916）Jumps and Jealousy ※監督と脚本を担当、ヒューイ・マック主演
- 空中の寝台（1917）Chumps and Chances ※主演デビュー作、クレジットはローレンス・シモン
- 球の雨（1917）Gall and Golf
- 狂人の注文（1917）Plans and Pajamas
- お客様の乱暴（1917）Sports and Splashes
- 乱暴自動車（1917）Tough Luck and Tin Lizzies
- Worries and Wobbles（1917）[2][3] ※監督と脚本を担当、ジミー・オーブリー（英語版）主演
- Whistles And Windows（1918）[4]
- Frauds and Frenzies（1918）※共演スタン・ローレル
- The Grocery Clerk（1919）※共演モンティ・バンクス
- The Fly Cop（1923）[5]
- 豪傑ラリー（1924）The Girl in the Limousine
- Her Boyfriend（1925）[6]
- 笑國萬歳（1925）The Wizard of Oz
- ラリーの美容師（1925）The Dome Doctor
- 百鬼乱暴（1925）The Perfect Clown
- 弗箱シーモン（1926）Stop, Look and Listen
- ラリー将軍珍戦記 (1927) Spuds